# Spider Bennett
Willis Bennett, detto Spider (Lakewood, 4 agosto 1943), è un ex cestista statunitense, professionista nella ABA.